# Elmar Reinders
Elmar Reinders (né le 14 mars 1992 à Emmen) est un coureur cycliste néerlandais.

## Biographie
Au deuxième semestre 2016, il signe un contrat avec la formation néerlandaise Roompot-Nederlandse Loterij.
En 2020, il se classe septième du Tour Poitou-Charentes en Nouvelle-Aquitaine.

## Palmarès et résultats

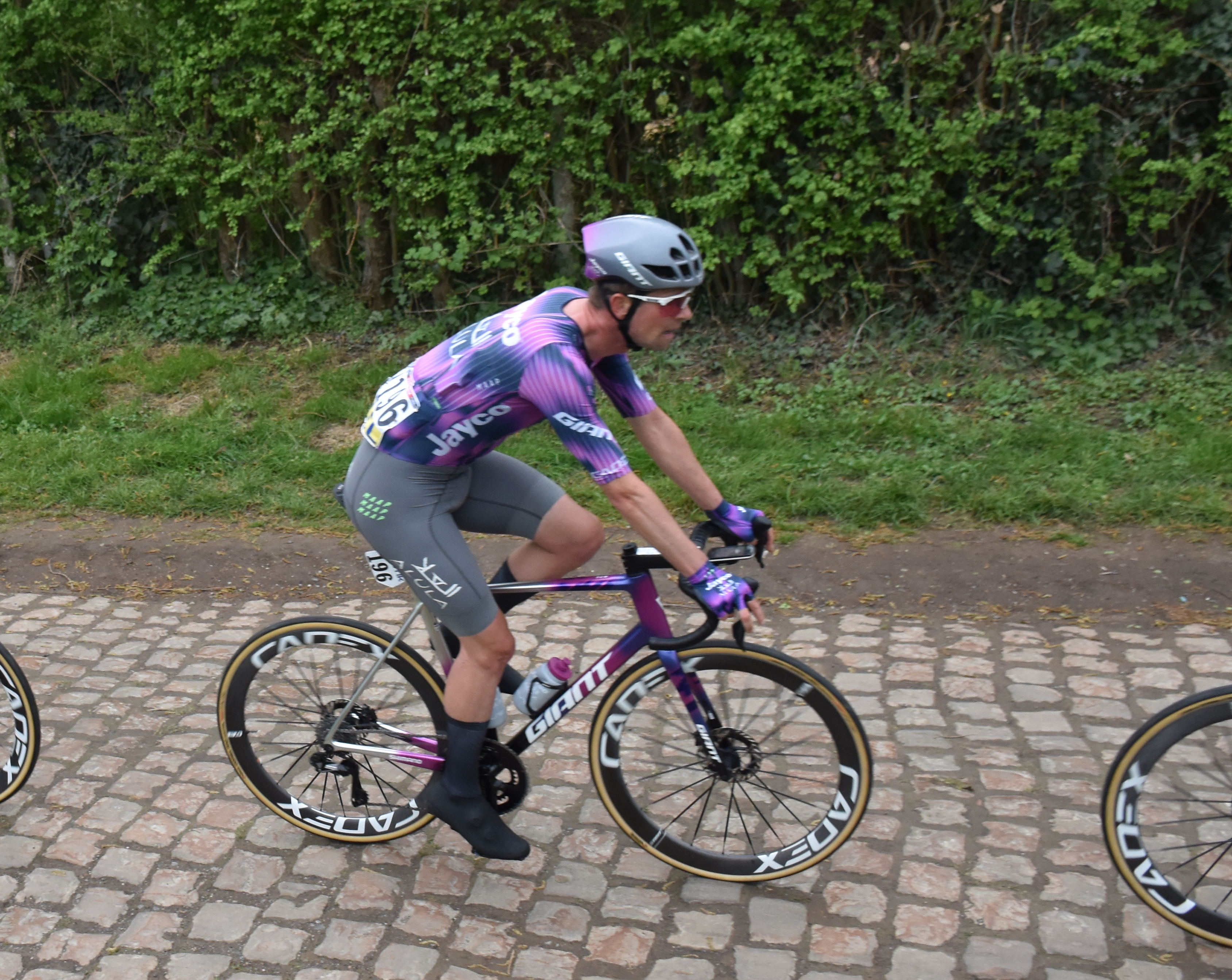
Elmar Reinders #196 - Paris-Roubaix 2025.

### Palmarès par année
- 2008
  -  Champion des Pays-Bas du contre-la-montre cadets
  - 3e étape de l'Asvö Radjungentour
  - 2e du Critérium Européen des Jeunes
  - 3e du championnat des Pays-Bas de cyclo-cross cadets
- 2009
  - Prologue et 2eb étape du Sint-Martinusprijs Kontich
  - 2e du Sint-Martinusprijs Kontich
- 2010
  - 3e du Tour de Münster juniors
- 2013
  - 3e de la Ster van Zwolle
- 2014
  - 2e étape de l'Olympia's Tour (contre-la-montre par équipes)
  - Dorpenomloop door Drenthe
  - 1re étape du Tour de Berlin
  - 2e du Tour de Berlin
- 2015
  - Ster van Zwolle
  - 1rea étape de l'Olympia's Tour (contre-la-montre par équipes)
  - 3e du Dorpenomloop Rucphen
- 2016
  - ZODC Zuidenveld Tour
  - 2e de l'Omloop van de Braakman
  - 2e de l'Arno Wallaard Memorial
  - 3e du Tour de Groningue
  - 3e de l'Omloop Houtse Linies
- 2018
  - 3e du Trofeo Lloseta-Andratx
- 2021
  - Løbet Skive
  - PWZ Zuidenveldtour
  - 4e étape du Tour de Bretagne
  - 3e de la Ster van Zwolle
- 2022
  - Bloeizone Elfsteden Fryslan
  - 3e étape de l'Olympia's Tour
  - 1re étape du Circuit des Ardennes international
  - 5e étape du Tour de Bretagne
  - 2e du Fyen Rundt

### Résultats sur les grands tours

#### Tour de France
3 participations
- 2023 : 141e
- 2024 : non partant (17e étape)
- 2025 : 140e

### Classements mondiaux
| Année                                 | 2012  | 2013 | 2014 | 2015 | 2016 | 2017 | 2018 | 2019  | 2020 | 2021 | 2022 | 2023  | 2024 |
| ------------------------------------- | ----- | ---- | ---- | ---- | ---- | ---- | ---- | ----- | ---- | ---- | ---- | ----- | ---- |
| Classement mondial                    |       |      |      |      | 538e | 414e | 806e | 1394e | 854e | 298e | 386e | 1565e | 862e |
| UCI Europe Tour                       | 1114e | 307e | 232e | 208e | 312e | 213e | 482e | 951e  | 678e | 251e | 312e | nc    | nc   |
|                                       |       |      |      |      |      |      |      |       |      |      |      |       |      |
| Légende : nc = non classéSource : UCI |       |      |      |      |      |      |      |       |      |      |      |       |      |